# Ulee Pasi Ara
Ulee Pasi Ara is een bestuurslaag in het regentschap Aceh Barat van de provincie Atjeh, Indonesië. Ulee Pasi Ara telt 143 inwoners (volkstelling 2010).